# Comuna Modelu, Călărași
Modelu (în trecut, Tonea) este o comună în județul Călărași, Muntenia, România, formată din satele Modelu (reședința), Radu Negru, Stoenești și Tonea.

## Așezare
Comuna se află în estul județului, imediat la est de municipiul Călărași, pe malul stâng al Dunării și al brațului Borcea, la limita cu județul Constanța. Este traversată de șoseaua națională DN3B, care leagă Călărașiul de Fetești, precum și (prin extremitatea de nord-vest) de șoseaua națională DN21, care leagă Călărașiul de Slobozia.

## Demografie
Componența etnică a comunei Modelu
     Români (91,82%)
     Alte etnii (0,1%)
     Necunoscută (8,08%)
Componența confesională a comunei Modelu
     Ortodocși (88,77%)
     Penticostali (1,87%)
     Alte religii (0,89%)
     Necunoscută (8,48%)
Conform recensământului efectuat în 2021, populația comunei Modelu se ridică la 10.052 de locuitori, în creștere față de recensământul anterior din 2011, când fuseseră înregistrați 9.839 de locuitori. Majoritatea locuitorilor sunt români (91,82%), iar pentru 8,08% nu se cunoaște apartenența etnică. Din punct de vedere confesional, majoritatea locuitorilor sunt ortodocși (88,77%), cu o minoritate de penticostali (1,87%), iar pentru 8,48% nu se cunoaște apartenența confesională.

## Politică și administrație
Comuna Modelu este administrată de un primar și un consiliu local compus din 17 consilieri. Primarul, Gheorghe Dobre[*], de la Partidul Național Liberal, este în funcție din 2004. Începând cu alegerile locale din 2024, consiliul local are următoarea componență pe partide politice:
|  | Partid                          | Consilieri | Componența Consiliului | Componența Consiliului | Componența Consiliului | Componența Consiliului | Componența Consiliului | Componența Consiliului | Componența Consiliului | Componența Consiliului | Componența Consiliului | Componența Consiliului | Componența Consiliului | Componența Consiliului |
|  | ------------------------------- | ---------- | ---------------------- | ---------------------- | ---------------------- | ---------------------- | ---------------------- | ---------------------- | ---------------------- | ---------------------- | ---------------------- | ---------------------- | ---------------------- | ---------------------- |
|  | Partidul Național Liberal       | 12         |                        |                        |                        |                        |                        |                        |                        |                        |                        |                        |                        |                        |
|  | Partidul Social Democrat        | 3          |                        |                        |                        |                        |                        |                        |                        |                        |                        |                        |                        |                        |
|  | Alianța pentru Unirea Românilor | 2          |                        |                        |                        |                        |                        |                        |                        |                        |                        |                        |                        |                        |

## Istorie
La sfârșitul secolului al XIX-lea, comuna purta numele de Tonea și făcea parte din plasa Borcea a județului Ialomița și era formată din satele Tonea, Cadina, Roseți-Clăcași și Gambeta, precum și din târlele Nacu, Sârbi, Căprăreasa, Budulea, Puțu din Grind, Potârnichea, Mănucu, Ceacănu, Nisipu și Prodanu, având în total 1483 de locuitori. În comună existau o școală mixtă și două biserici. Anuarul Socec din 1925 consemnează comuna în plasa Ciocănești a aceluiași județ, având satele Tonea și Satu Model, cu 1913 locuitori; tot atunci, în nordul comunei actuale, a apărut în aceeași plasă și comuna Radu Negru, cu satele Radu Negru și Stoenești, având 2416 locuitori.
În 1950, a trecut în administrarea raionului Călărași din regiunea Ialomița și apoi (după 1952) din regiunea București. În 1968, a revenit în componența județului Ialomița, reînființat, fiind deja numită Modelu, după noua reședință. Tot atunci, comuna Radu Negru a fost desființată și satele ei au fost incluse în comuna Modelu, comună suburbană a municipiului Călărași. În 1989, s-a renunțat la conceptul de comună suburbană, iar comuna Modelu a fost subordonată direct județului Călărași.

## Monumente istorice
Două obiective din comuna Modelu sunt incluse în lista monumentelor istorice din județul Călărași ca monumente de interes local. Ambele sunt clasificate ca monumente memoriale sau funerare: crucea de piatră din secolul al XVIII-lea, aflată între satul Radu Negru și mănăstire; și crucea de hotar din secolul al XIX-lea, aflată vis-a-vis de școala din satul Tonea, la 10 m, pe dreapta DN3B în direcția către Fetești.

## Mănăstirea Radu Negru
Mănăstirea Radu Negru este o mănăstire ortodoxă din România situată în comuna Modelu, județul Calarasi. Clădirea bisericii mănăstirii de călugări datează din 1913, construcția în stil bizantin fiind începută în 1909. Construcția este așezată pe un fundament de cruce greacă, având trei turle, două mai mici pe naos și o turlă mare pe pronaos. Arhitectura turlei include opt ferestre din lemn de stejar.   Icoana ˙Maicii Domnului este o piesă de patrimoniu. Aceasta a fost pictată în 1846 și a fost donația lui Gambeta.